# گری اوکانر
گری اوکانر (انگلیسی: Garry O'Connor؛ زادهٔ ۷ مهٔ ۱۹۸۳ بازیکن فوتبال اهل بریتانیا است.
از باشگاه‌هایی که در آن بازی کرده است می‌توان به باشگاه فوتبال هیبرنین، باشگاه فوتبال گرینوک مورتون، باشگاه فوتبال بیرمنگام سیتی، باشگاه فوتبال لوکوموتیو مسکو، و باشگاه فوتبال بارنزلی اشاره کرد.
وی همچنین در تیم‌های ملی فوتبال زیر ۲۱ سال اسکاتلند و اسکاتلند بازی کرده است.